# Riesen-Taubnessel
Die Riesen-Taubnessel (Lamium orvala), auch Große Taubnessel, Großblütige Taubnessel oder Nesselkönig, ist eine Pflanzenart aus der Gattung der Taubnesseln (Lamium) innerhalb der Familie der Lippenblütler (Lamiaceae).

## Beschreibung

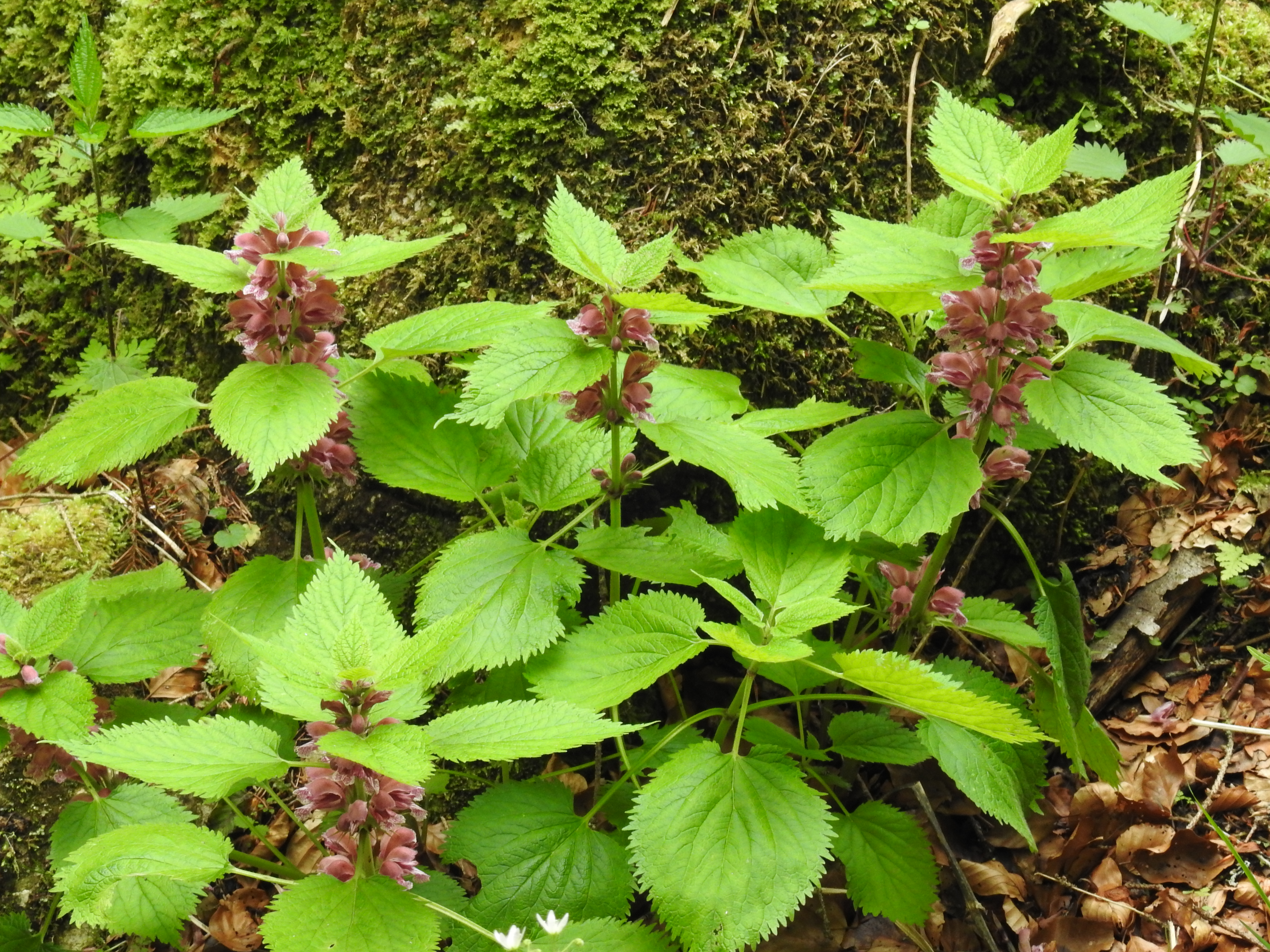
Bestand der Riesen-Taubnessel

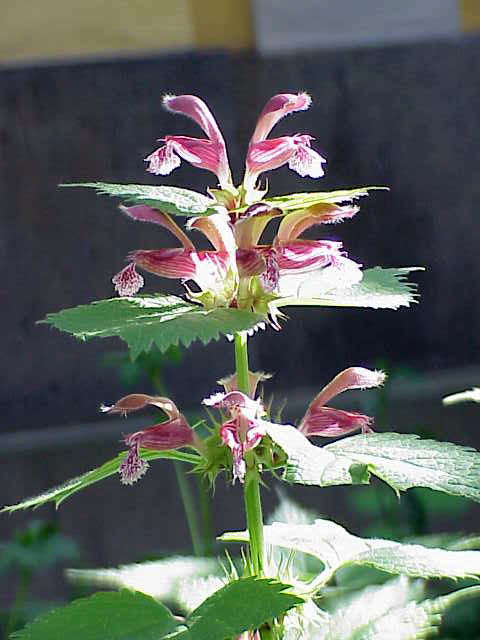
Scheinquirle mit zygomorphen Blüten

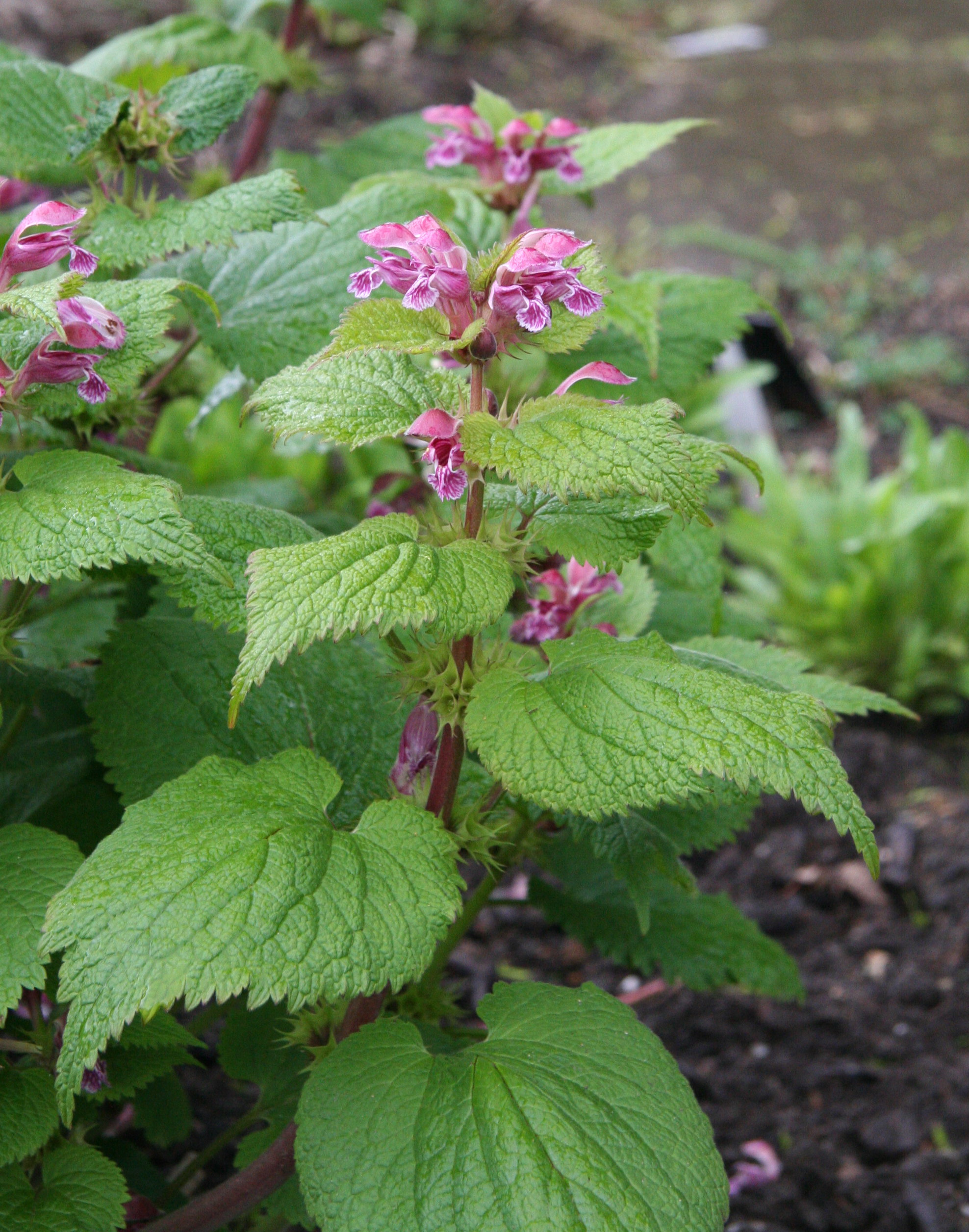
Habitus, Laubblätter und Scheinquirle mit zygomorphen Blüten

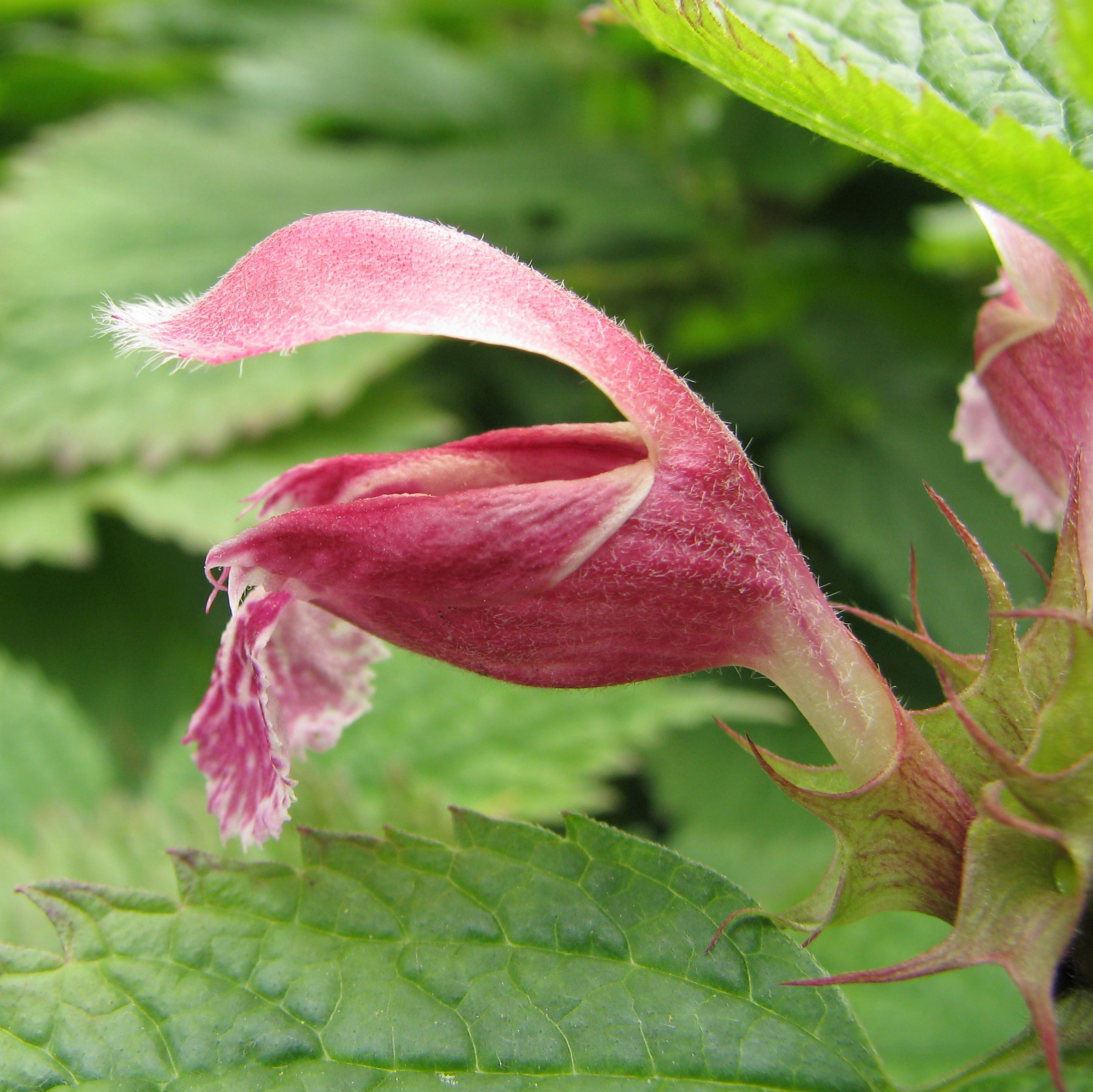
Blüte

### Vegetative Merkmale
Die Riesen-Taubnessel ist eine ausdauernde krautige Pflanze, die Wuchshöhen von 40 bis 100 Zentimetern erreicht. Sie besitzt ein kurzes, verzweigtes Rhizom und bildet keine Ausläufer. 
Die gegenständig angeordneten Stängelblätter sind in Blattstiel und Blattspreite gegliedert. Der Blattstiel ist 5 bis 10 Zentimeter lang. Die einfache Blattspreite ist bei einer Länge von 5 bis 15 Zentimetern sowie einer Breite von 3 bis 9, selten bis 12 Zentimetern herzförmig. Der Blattrand ist unregelmäßig scharf gezähnt. Die blütentragenden Laubblätter sind größer als die unteren.

### Generative Merkmale
Je 6 bis 14 Blüten sind in zwei bis vier entfernt voneinander stehenden Scheinquirlen angeordnet. Die Blütezeit reicht April bis Juni. Die zwittrigen Blüten sind zygomorph und fünfzählig mit doppelter Blütenhülle. Der Kelch ist 12 bis 20 Millimeter lang. Die Kelchröhre ist 6 bis 8 Millimeter lang und endet mit 5 längeren gewimperten Zähnen. Die Krone ist 25 bis 35, selten bis zu 40 Millimeter lang und von schmutzig- bis karminroter, selten weißer Farbe. Die Kronröhre ist vorne bauchig erweitert. Innen besitzt die Kronröhre einen schrägen Haarring. Die 15 bis 20 Millimeter lange Oberlippe ist helmförmig gebogen, vorne unregelmäßig gezähnt und an der Außenseite weiß zottig behaart. Die Seitenlappen der Unterlippe sind kurz und in borstliche Zipfel ausgezogen. Die Unterlippe ist 15 bis 20 Millimeter lang und unregelmäßig gezähnt. Ihr großer Mittellappen ist herabgeschlagen und in der Mitte weißlich und dunkelpurpurn gezeichnet. Die Staubbeutel sind kahl. Der Griffel ist länger als die Staubblätter. Die Teilfrüchte sind etwa 2,5 Millimeter lang und pyramidenförmig.
Die Chromosomenzahl beträgt 2n = 18.

## Ökologie
Die Bestäubung erfolgt durch Hummeln und andere Apoidea. Der Nektar ist dabei durch den Haarkranz, die sogenannte Saftdecke, vor anderen Tieren geschützt. Da der Griffel länger als die Staubblätter ist, wird die Fremdbestäubung gefördert.

## Vorkommen
Die Riesen-Taubnessel ist ein südostalpisch-illyrisch Florenelement. Sie kommt von Italien, Österreich und dem früheren Jugoslawien bis zum südwestlichen Ungarn vor. In Österreich erreicht sie ihre nördliche Arealgrenze und kommt im Süden der Steiermark und Kärntens vor, in Osttirol und in Südtirol. In Salzburg, wo sie am Pass Lueg vorkam, ist sie ausgestorben.
Sie wächst in Schluchtwäldern, in Hochstaudenfluren und an Bachrändern der collinen bis montanen Höhenstufe. Sie kommt in Pflanzengesellschaften der Verbände Alliarion, Fagion und Tilio-Acerion vor. Sie steigt in Kärnten bis 1300 Meter, in Südtirol bis 1600 Meter Meereshöhe auf.

## Taxonomie
Die Erstveröffentlichung erfolgte 1753 unter dem Namen (Basionym) Orvala garganica durch Carl von Linné in Species Plantarum, Band 2, Seite 578. Die Neukombination Lamium orvala L. wurde 1759 in Systema Naturae ... 10. Auflage, Band 2, Seite 1099 veröffentlicht. Synonyme für Lamium orvala L. sind: Orvala lamioides DC., Lamium lovcenicum Rohlena, Lamium pannonicum Scop., Lamium wettsteinii Rech., Lamium orvala var. wettsteinii (Rech.) Hayek.

## Nutzung
Die Riesen-Taubnessel wird gelegentlich als Zierpflanze kultiviert.

## Belege
- Siegmund Seybold (Hrsg.): Schmeil-Fitschen interaktiv. CD-ROM, Version 1.1. Quelle & Meyer, Wiebelsheim 2002, ISBN 3-494-01327-6.
- Manfred A. Fischer, Karl Oswald, Wolfgang Adler: Exkursionsflora für Österreich, Liechtenstein und Südtirol. 3., verbesserte Auflage. Land Oberösterreich, Biologiezentrum der Oberösterreichischen Landesmuseen, Linz 2008, ISBN 978-3-85474-187-9.